# انریکه (بازیکن فوتبال، زاده ۱۹۹۴)
انریکه (پرتغالی: Henrique؛ زادهٔ ۲۵ آوریل ۱۹۹۴) بازیکن فوتبال اهل برزیل است.
از باشگاه‌هایی که در آن بازی کرده‌است می‌توان به باشگاه ورزشی واسکو دوگاما و باشگاه فوتبال المپیک لیون اشاره کرد.